# Callitrichidae
Callitrichidae là một họ khỉ Tân Thế giới. Đôi lúc họ này đã được xem là một phân họ của họ Cebidae. Đơn vị phân loại truyền thống này được cho là một dòng nguyên thủy, từ đó tất cả các platyrrhinea thân lớn hơn tỏa ra. Tuy nhiên, một số công trình cho rằng callitrichidae thực sự là một dòng lùn.
Tất cả các loài trong họ này sinh sống trên cây. Chúng là những loài nhỏ nhất của Simiiformes linh trưởng. Chúng ăn côn trùng, trái cây, và nhựa cây hoặc mủ từ cây, đôi khi chúng ăn cả động vật có xương sống nhỏ. 